# Championnat d'Allemagne de rink hockey masculin
La Bundesliga est la plus importante compétition de rink hockey pour les clubs en Allemagne.

## Nombre de titres par club
| Équipe                 | Titres | Dernier |
| ---------------------- | ------ | ------- |
| RESG Walsum            | 16     | 1999    |
| RSC Cronenberg         | 13     | 2012    |
| SpVgg Herten           | 9      | 1979    |
| ERG Iserlohn           | 9      | 2017    |
| ERSC Stuttgart         | 7      | 1936    |
| 1. FC Nürnberg         | 6      | 1942    |
| IGR Remscheid          | 5      | 1994    |
| RSV Weil               | 4      | 2004    |
| TSG 1846 Darmstadt     | 4      | 1966    |
| SK Germania Herringen  | 4      | 2019    |
| ERC Stuttgart          | 2      | 1959    |
| SRRC Stuttgart         | 2      | 1948    |
| TuS Düsseldorf         | 1      | 1997    |
| RSC Darmstadt          | 1      | 1988    |
| TGS Ober-Ramstadt      | 1      | 1983    |
| VfL Marl-Hüls          | 1      | 1967    |
| TuS Eintracht Dortmund | 1      | 1950    |
| SVR Berlin             | 1      | 1922    |
| RSC Berlin             | 1      | 1921    |
| Total                  | 85     |         |

### Sites allemands
- (de) Rink hockey en Allemagne

### International
- (en) Liens de rink hockey du monde entier
- (pt) Mundook-World Roller Hockey
- (en) Hardballhock-World Roller Hockey
- Inforoller World Roller Hockey
- (en) World Roller Hockey Blog
- (en) rink-hockey-news - World Roller Hockey